# John Toland (historien)
Pour les articles homonymes, voir John Toland.
John Toland (29 juin 1912 - 4 janvier 2004) était un historien américain. Il est connu pour un des tout premiers ouvrages sur la guerre du Pacifique et pour sa biographie d'Adolf Hitler. Son livre The Dillinger Days est à l'origine du film Bonnie and Clyde.

## Publications
- (en) Adolf Hitler : The Definitive Biography  (ISBN 0385420536)
- (en) Battle: The Story of the Bulge
- (en) But Not in Shame: The Six Months After Pearl Harbor
- (en) Captured by History: One Man's Vision of Our Tumultuous Century.
- (en) The Dillinger Days
- (en) Gods of War
- (en) The Great Dirigibles: Their Triumphs & Disasters
- (en) In Mortal Combat: Korea 1950-1953
- (en) Infamy: Pearl Harbor And Its Aftermath
- (en) The Last 100 Days: The Tumultuous and Controversial Story of the Final Days of World War II in Europe
- (en) No Man's Land: 1918, The Last Year of the Great War
- (en) Occupation
- (en) The Rising Sun : The Decline and Fall of the Japanese Empire, 1936-1945  (ISBN 0812968581).